# Mari Amachi
Mari Amachi (天地 真理?, Amachi Mari; 5 novembre 1951) è una cantante giapponese.

## Biografia
Quando frequentava ancora la scuola elementare la madre le insegnò a suonare il pianoforte. Nel 1964 frequentò la scuola media collegata al Kunitachi College of Music di Kunitachi, dove studiò pianoforte e canto. Si è diplomata alla scuola superiore annessa al suddetto college nel marzo 1970. Amachi ha debuttato nell'ottobre 1971 con il singolo Mizuiro No Koi. È stata promossa insieme a Rumiko Koyanagi e Saori Minami; il trio è stato poi soprannominato San-Nin Musume, cioè "le tre giovani ragazze". Prima di loro, Hibari Misora, Chiemi Eri e Izumi Yukimura vennero promosse con lo stesso titolo. Nel 1973 Amachi, Koyanagi e Minami furono seguite da Momoe Yamaguchi, Junko Sakurada e Masako Mori, conosciute come Hana No Chu 3 Trio, cioè "il trio delle studentesse del terzo anno di scuola media".
Mari Amachi ha riscosso un enorme successo in Giappone. È stata una delle prime cantanti giapponesi a essere considerata una idol. Il suo singolo Chiisana Koi è stato il primo di cinque successi al primo posto della classifica Oricon. Nessun'altra artista giapponese aveva raggiunto questo risultato, ma il suo primato è stato battuto dalle Pink Lady alla fine degli anni Settanta e successivamente da Seiko Matsuda negli anni Ottanta. Alla 15ª edizione dei Japan Record Awards il singolo Wakaba No Sasayaki vinse il premio per il miglior arrangiamento musicale dell'anno e alla 6ª edizione dei Japan Record Sales Award la canzone fu premiata con una medaglia d'oro. Fu la seconda artista giapponese più venduta nel 1972 e nel 1973.
Nell'estate del 1972 il suo singolo Hitori Janai No aveva venduto oltre seicentomila copie e si era rivelato il suo secondo successo in cima alle classifiche Oricon, e fu invitata a esibirsi nella 23ª edizione del Kōhaku Uta Gassen. Nello stesso anno Mari Amachi fu protagonista di una serie televisiva tutta sua, The Mari Amachi Show, trasmessa dalla TBS dal 1972 al 1975. L'anno successivo Mari Amachi e il collega idol Hiromi Go furono ritenute responsabili dell'incasso di oltre quaranta milioni di dollari per la Sony Music Entertainment; fu per questo soprannominata "la Biancaneve della Sony".
Mari Amachi si è esibita anche nella 24ª edizione di Kōhaku Uta Gassen,oltre che nella 25ª. Oltre che cantante, Mari Amachi è stata anche attrice. Nel 1977 si ritirò dalla vita pubblica adducendo problemi alla tiroide, anche se in seguito ammise di soffrire di depressione. Nel 1979 tornò nel mondo dello spettacolo e fu accolta con una grande festa per la stampa nello studio di registrazione della CBS Sony. Le vendite dei suoi dischi però diminuirono drasticamente e nel 1983 pubblicò il suo ultimo singolo.

## Discografia

### Singoli
|    | Titolo                      | Lato B                          | Data di uscita | Posizione | Album                                            |
| -- | --------------------------- | ------------------------------- | -------------- | --------- | ------------------------------------------------ |
| １ | Mizuiro no Koi              | Kaze wo Mita Hito               | 01/10/1971     | 3         | Mizuiro no Koi/Namida Kara Ashita he             |
| 2  | Chiisana no Koi             | Aru Hi Watashi Mo               | 05/02/1972     | 1         | Chiisana no Koi/Hitori Ja Nai No                 |
| 3  | Hitori Ja Nai No            | Pocket ni Namida                | 21/05/1972     | 1         | Chiisana no Koi/Hitori Ja Nai No                 |
| 4  | Niji wo Watatte             | Tongari Yane no Kyokai he       | 01/09/1972     | 1         | Niji wo Waratte                                  |
| 5  | Futari no Nichiyoubi        | Mafuyu no Date                  | 05/12/1972     | 3         | Ashita he no Melody                              |
| 6  | Wakaba no Sasayaki          | Umi ni Takushita Negai          | 21/03/1973     | 1         | Wakaba no Sasayaki/Sayonara Dake Nokoshite       |
| 7  | Koisuru Natsu no Hi         | Hana Hiraku Toki                | 01/07/1973     | 1         | Koisuru Natsu no Hi                              |
| 8  | Sora Ippai no Shiawase      | Mono Omou Kisetsu               | 21/10/1973     | 3         | Sora Ippai no Shiawase Original Pop & Folk       |
| 9  | Koibito-tachi no Minato     | Sawayakana Anata                | 01/02/1974     | 4         | Koi to Umi to T-shirt to/Koibito-tachi no Minato |
| 10 | Koi to Umi to T-shirt to    | Hanayome no Tomodachi           | 01/06/1974     | 8         | Koi to Umi to T-shirt to/Koibito-tachi no Minato |
| 11 | Omoide no Serenade          | Watashi no Baai                 | 01/08/1974     | 4         | Amachi Mari Deluxe                               |
| 12 | Kogarashi no Hodou          | Buranko                         | 10/11/1974     | 14        | Amachi Mari Deluxe                               |
| 13 | Ai no Album                 | Kyoto de hitori                 | 01/04/1975     | 15        | Amachi Mari Deluxe                               |
| 14 | Hajimete no Namida          | Kimi no Shiru ya Minami no Kuni | 21/05/1975     | 26        | Kimi no Shiru ya Minami no Kuni                  |
| 15 | Sayonara Konnichiwa         | Ashita Mada                     | 01/09/1975     | 36        | Chiisana Jinsei                                  |
| 16 | Yuhi no Sketch              | Chiisana Jinsei                 | 05/12/1975     | 58        | Chiisana Jinsei                                  |
| 17 | Yagurumasou                 | Ippai no Lemon Tea              | 21/04/1976     | 50        | Douwasakka                                       |
| 18 | Ai no Nagisa                | Ai ga Hoshii                    | 21/07/1976     | 51        | Douwasakka                                       |
| 19 | Yume Honobono               | Umibe Made 10 Mile              | 05/12/1976     | -         | Douwasakka                                       |
| 20 | Ai Tsutsureoi               | Tabibito wa Kaze no Kuni he     | 21/12/1979     | -         | THE BEST Amachi Mari (1980)                      |
| 21 | Hatsukoi no Nicola          | Bukiyona Onna                   | 01/09/1980     | -         | THE BEST Amachi Mari                             |
| 22 | Watashi wa Yuki Datta no Hi | Ima wa Omoide                   | 01/02/1981     | -         |                                                  |

### Album in studio
|    | Titolo                                                                                      | Data di uscita | Posizione in classifica |
| -- | ------------------------------------------------------------------------------------------- | -------------- | ----------------------- |
| 1  | Mizuiro no Koi/Namida Kara Ashita he (水色の恋／涙から明日へ)                               | 21/12/1971     | 1                       |
| 2  | Chiisana no Koi/Hitori Ja Nai No (ちいさな恋／ひとりじゃないの)                             | 01/06/1971     | 1                       |
| 3  | Niji wo Waratte (虹をわたって)                                                              | 21/09/1972     | 2                       |
| 4  | Ashita he no Melody (明日へのメロディー)                                                    | 21/12/1972     | 1                       |
| 5  | Wakaba no Sasayaki/Sayonara Dake Nokoshite (若葉のささやき／さよならだけ残して)             | 21/04/1973     | 1                       |
| 6  | Koisuru Natsu no Hi (恋する夏の日)                                                          | 01/09/1973     | 3                       |
| 7  | Sora Ippai no Shiawase Original Pop & Folk (空いっぱいの幸せ オリジナル・ポップス&フォーク) | 05/12/1973     | N/A                     |
| 8  | Koi to Umi to T-shirt to/Koibito-tachi no Minato (恋と海とTシャツと／恋人たちの港)          | 21/06/1974     | N/A                     |
| 9  | Chiisana Jinsei (小さな人生)                                                                | 21/12/1975     | N/A                     |
| 10 | Douwasakka (童話作家)                                                                       | 21/12/1976     | N/A                     |

### Album dal vivo
|   | Titolo                                        | Data di uscita | Tracce | Posizione in classifica |
| - | --------------------------------------------- | -------------- | --- | ----------------------- |
| 1 | Amachi Mari On Stage (天地真理オン・ステージ) | 10/12/1974     | Lato A 1. Mizuiro no Koi 2. Seishun 3. Aru Ame no Hi no Joukei 4. Green Green Grass of Hope 5. Kekkon Shiyouyo Lato B 1. Natsu wo Kieta Umi 2. Má vlast 3. Koisuru Hito wo Utawasenaide 4. Omoide no Serenade 5. Mata Au Tame ni Sayonara Lato C 1. Sugar Baby Love 2. Sugar Town 3. Those Were The Days 4. Holidays 5. Hitori Ja Nai No 6. Koisuru Natsu no Hi 7. Wakaba no Sasayaki Lato D 1. Johnny Angel 2. Top Of The World 3. The End of The World 4. I saw Mommy Kiss Santa Claus 5. White Christmas 6. Rudolph, the Red Nosed Reindeer 7. Silent Night | N/A                     |
| 2 | Watashi wa Amachi Mari (私は天地真理)         | 01/06/1976     | Lato A 1. Mizuiro no Koi 2. Douwasakka 3. "Ichigo Hakusho" wo Mou Ichido 4. Haru no Kaze wa Fuiteitara 5. Natsu wo Wasureta Umi 6. Oyome ni Oide 7. Yagurumasou Lato B 1. Hitori Ja Nai no 2. Wakaba no Sasayaki 3. Futari no Nichiyoubi 4. Nagori Kumo 5. Whisky no Kobin 6. Kanashiki Marionette 7. Kokkai 8. Oh Marijana 9. Yagurumasou (Bis) | N/A                     |

### Colonne Sonore
|   | Titolo                          | Data di Uscita | Posizione in Classifica | Informazioni aggiuntive                                       |
| - | ------------------------------- | -------------- | ----------------------- | ------------------------------------------------------------- |
| 1 | Kimi no Shiru ya Minami no Kuni | 01/07/1975     | N/A                     | Colonna Sonora della versione giapponese del Musical ”Mignon" |